# Агоп Дайджанян
Агоп Аракел Дайджанян е виден общественик, първи директор на възстановеното арменско училище в Пловдив. Агоп Дайджанян е български арменец.

## Биография
Роден на 20.07.1934 г. в гр. Пловдив, в семейство на бежанци от Арменския геноцид. Основното си образование завършва в арменското училище ОУ „Виктория и Крикор Тютюнджиян" (тогава :Степан Шахумян").
Израства сред интелектуалци, негови добри приятели – културни и обществени дейци като Крикор Азарян, Георги Божилов /Слона/, Атанас Кръстев /Културата/. Висшето си образование получава в Пловдивската музикална академия АМТИИ с профил педагогика и диригентско майсторство. Междувременно като учител по пеене и музика в родното си училище възражда смесения хор за мъже и жени към църковното настоятелство, създава училищния пионерския хор и духовата музика на училището, на които е диригент и художествен ръководител, печелейки неизброими грамоти и медали от първи места в регионални и републикански фестивали. Агоп Дайджанян е в основата и на създаването на арменския вокално-инструментален състав „Еребуни“, който ръководи в десетки емоционални концерти в Пловдив и другите големи градове с арменска диаспора в страната, както и в задграничните му турнета в Гърция, Румъния, Италия, Армения.

## Обществена дейност
През 1990 г, с дейното участие на арменски и пловдивски обществени дейци Арменското училище е върнато обратно на законния му собственик – църковното настоятелство към арменската църква „Сурп Кеворк“. За директор на училището до пенсионирането му през 1994 г. е назначен Агоп Дайджанян, един от най-ярките радетели на общността.
Учредява със съмишленици фонд „Училище“ (1992 г.), Общоарменски благотворителен съюз „Парекордзаган“ (Добротворство) (1992 г.) клон Пловдив – на който е председател, както и сдружението „Масроб Мащоц“ (2002 г.), чрез което събира безвъзмездни средства от България и чужбина, особено от САЩ и Франция, за построяването на допълнителна сграда към училището за най-малките ученици и детската градина, както и ученическа столова.
На 6 февруари 2013 г. в залата на Софийската църква „Сурп Аствадзадзин“, известният интелектуалец, обществен деец и заслужил педагог Агоп Дайджанян е награден чрез от извънредния и пълномощен посланик Арсен Схоян с медала „Уилям Сароян“ на Министерството на диаспората с признателност за родолюбивата му дейност в Република България.